# Paepalanthus caldensis
Paepalanthus caldensis är en gräsväxtart som beskrevs av Gustaf Oskar Andersson Malme. Paepalanthus caldensis ingår i släktet Paepalanthus och familjen Eriocaulaceae. Inga underarter finns listade i Catalogue of Life.